# 엔트로피적 중력

엔트로피적 중력 이론은 지구와 행성 간 거리에서는 뉴턴의 만유인력의 법칙을 따르지만 성간 거리에서는 이 고전적인 성질과 다르다.

창발적 중력(emergent gravity)이라고도 하는, 엔트로피적 중력(entropic gravity)은 중력을 엔트로피적 힘(entropic force)으로 설명하는 현대물리학의 이론이다. 거시적 규모의 균질성이지만 기본 상호작용이 아닌 양자-수준 무질서의 영향을 받는다. 끈 이론, 블랙홀 물리학 및 양자 정보 이론에 기반한 이론은 중력을 양자 얽힘에서 발생하는 창발적 현상으로 설명한다. 시공간 정보의 작은 비트. 이와 같이 엔트로피적 중력은 물리적 시스템의 엔트로피가 시간이 지남에 따라 증가하는 경향이 있는 열역학 제2법칙을 준수한다고 한다.
이 이론은 물리학계 내에서 논란이 되어 왔지만 그 타당성을 테스트하기 위한 연구와 실험을 촉발시켰다.

## 중요성
가장 단순하게, 이 이론은 중력이 사라질 정도로 약해지면-성간 거리에서만 볼 수 있는 수준으로- 중력은 고전적으로 이해된 특성에서 벗어나고 그 강도는 질량에서 거리에 따라 선형으로 감소하기 시작한다고 주장한다.
엔트로피적 중력은 약 1.2×10-10m/s2의 중력 가속도 임계값에서는 중력 강도가 보통의 거리의 역제곱 법칙이 아닌 질량으로부터의 거리에 따라 선형적으로 반비례하게 변하기 시작한다는 수정 뉴턴 역학(MOND)을 설명하기 위한 기본 프레임워크를 제공한다. 이것은 지구 표면의 중력 강도의 12조분의 1에 불과한 매우 낮은 임계값으로, 1미터 높이에서 떨어지는 물체는 지구의 중력이 이 정도로 약하다면 36시간 동안 떨어질 것이다. 또한 보이저 1호가 태양계의 태양권을 가로질러 성간 공간에 진입한 지점에 존재하는 지구 중력장의 잔해보다 3000분의 1보다 적다.
이 이론은 아인슈타인의 일반 상대성이론과 시공간의 중력 왜곡뿐만 아니라 뉴턴의 중력에 대한 거시적 수준의 관측과도 일치한다고 주장한다. 중요한 것은 이 이론이 (암흑물질의 존재를 불러일으키고 새로운 자유 매개변수(free parameter)를 조정하지 않고) 은하 회전 곡선이 보이는 물질에서 예상되는 프로파일과 다른 이유를 설명한다는 것이다.
엔트로피적 중력 이론은 관측되지 않은 암흑물질로 해석된 것이 바닥 상태 값에서 공간의 진공 에너지(vacuum energy)를 들어 올리는 양성의 암흑 에너지의 한 형태로 간주될 수 있는 양자 효과의 산물이라고 가정한다. 이론의 중심 기조는 양의 암흑 에너지가 엔트로피에 대한 열-체적 법칙 기여로 이어져 정확히 우주론적 지평선(cosmological horizn)에서 반 더시터르 공간의 면적 법칙을 능가한다 것이다.
따라서 이 이론은 주류 물리학이 현재 암흑물질에 기인하는 것이 무엇인지에 대한 대안적인 설명을 제공한다. 암흑물질이 우주 질량의 대부분을 구성한다고 믿기 때문에 암흑물질이 없는 이론은 우주론에 큰 영향을 미친다. 다양한 방향에서 이론적 작업을 계속하는 것 외에도 암흑물질의 특성(중력적 끌어 당김을 넘어선)을 실제로 감지하거나 더 잘 결정하기 위해 계획되었거나 진행 중인 많 실험이 있다. 이 모든 것은 현재 이 파악하기 어려운 실체에 기인하는 중력 효과에 대한 대안적인 설명에 의해 약화될 것이다

## 기원
중력에 대한 열역학적 설명은 적어도 1970년대 중반 베켄슈타인과 호킹의 블랙홀 열역학 연구로 거슬러 올라가는 역사를 가지고 있다. 이러한 연구는 중력과 열의 거동을 설명하는 열역학 사이의 깊은 연관성을 제시한다. 1995년에 테드 제이콥슨Ted Jacobson은 상대론적 중력을 설명하는 아인슈타인 방정식이 등가 원리와 일반적인 열역학적 고려 사항을 결합하여 도출될 수 있음을 입증했다. 그 후 다른 물리학자들, 특히 타누 파드마나반Thanu Padmanabhan은 중력과 엔트로피 사이의 연결을 탐구하기 시작했다.

## 에릭 베를린데의 이론
2009년에 에릭 베를린데Erik Verlinde는 중력을 엔트로피적 힘으로 설명하는 개념 모델을 제안했다. 그는 (제이콥슨의 결과와 유사하게) 중력이 "물질적 물체의 위치와 관련된 정보"의 결과라고 주장한다. 이 모델은 중력에 대한 열역학적 접근 방식과 헤라르뒤스 엇호프트의 홀로그래피 원리를 결합한다. 이는 중력이 기본 상호작용이 아니라 홀로그래피 화면에 부호화된 미시적 자유도(Degrees of freedom)의 통계적 거동에서 발생하는 창발적 현상임을 암시한다. 이 논문은 과학계에서 다양한 반응을 이끌어 냈다. 하바드 대학의 끈 이론가인 앤드루 스트로민저는 "어떤 사람들은 그것이 옳을 수 없다고 말했고, 다른 사람들은 그것이 올바르고 우리는 이미 알고 있었다 - 올바르고 심오하고, 올바르고 명백하다고 말했다."
2011년 7월 베를린데는 Strings 2011 컨퍼런스에서 암흑물질의 기원에 대한 설명을 포함하여 자신의 아이디어를 더욱 발전시킨 내용을 발표했다.
베를린데의 소논문은 또한 많은 양의 미디어 노출을 끌어냈고 우주론, 암흑 에너지 가설, 우주팽창, 급팽창 이론 및 루프 양자중력에서 즉각적인 후속 작업으로 이어졌다. 또한 엔트로피적 중력이 대규모로 나타나게 하는 특정 미시적 모델이 제안되었다. 엔트로피적 중력은 국소적 린들러 지평선의 양자 얽힘에서 창발할 수 있다.

## 중력 법칙의 유도
중력의 법칙은 홀로그래피 원리에 적용된 고전 통계 역학에서 파생되며, 공간의 부피에 대한 기술을 해당 지역의 경계에 인코딩된 {\displaystyle N} 비트의 이진 정보, 지역 {\displaystyle A}의 닫힌 표면으로 생각될 수 있다. 정보는 표면에 고르게 분포되어 있으며 각 비트는 {\displaystyle \ell _{\text{P}}^{2}} 소위 플랑크 지역과 같은 지역을 필요로 하며, 거기로부터 {\displaystyle N}이 계산될 수 있다:
{\displaystyle N={\frac {A}{\ell _{\text{P}}^{2}}}}
여기서 {\displaystyle \ell _{\text{P}}}은 플랑크 길이. 플랑크 길이는 정의되기를:
{\displaystyle \ell _{\text{P}}={\sqrt {\frac {\hbar G}{c^{3}}}}}
여기서 {\displaystyle G}는 중력 상수, {\displaystyle c}는 광속, 그리고 {\displaystyle \hbar }는 축소된 플랑크 상수이다. {\displaystyle N}을 위한 방정식에 대입하면 우리는 다음을 발견한다:
{\displaystyle N={\frac {Ac^{3}}{\hbar G}}}
통계적인 에너지 등분배법칙는 에너지 {\displaystyle E} 측면에서 {\displaystyle N} 자유도를 갖는 계의 온도 {\displaystyle T}를 다음과 같이 정의한다:
{\displaystyle E={\frac {1}{2}}Nk_{\text{B}}T}
여기서 {\displaystyle k_{\text{B}}}은 볼츠만 상수이다. 이것은 다음에 따른 질량 {\displaystyle M}을 위한 질량-에너지 등가이다:
{\displaystyle E=Mc^{2}}.
언루 효과에 따른 진공 상태에서 균일한 가속도로 인해 발생하는 유효 온도는 다음과 같다:
{\displaystyle T={\frac {\hbar a}{2\pi ck_{\text{B}}}}},
여기서 {\displaystyle a}은 그 가속이며, 뉴톤 운동 제2법칙에 따르는 질량 {\displaystyle m}을 위한 힘 {\displaystyle F}에 기인한다: 
{\displaystyle F=ma}.
홀로그래피 화면을 반경 {\displaystyle r}인 구체로 하면, 그 표면적은 다음에 의해 주어진다:
{\displaystyle A=4\pi r^{2}}.
이들을 위의 관계로 대수적으로 대체함으로써 뉴턴의 만유인력의 법칙을 유도한다:
{\displaystyle F=m{\frac {2\pi ck_{\text{B}}T}{\hbar }}=m{\frac {4\pi c}{\hbar }}{\frac {E}{N}}=m{\frac {4\pi c^{3}}{\hbar }}{\frac {M}{N}}=m4\pi {\frac {GM}{A}}=G{\frac {mM}{r^{2}}}}.
이 유도는 정보의 이진 비트 수가 자유도 수와 같다고 가정하는 것을 유념하라.
{\displaystyle {\frac {A}{\ell _{\text{P}}^{2}}}=N={\frac {2E}{k_{\text{B}}T}}}

## 비평 및 실험적 테스트
원래 기사에서 베를린데가 제안한 엔트로피적 중력은 아인슈타인 방정식을 재현하고, 뉴턴 근사에서 중력에 대한 {\displaystyle \ {\tfrac {\ 1\ }{r}}\ }퍼텐셜을 재현한다. 그 결과는 중력장이 매우 작은 지역을 제외하고는 뉴턴 중력과 다르지 않기 때문에 지구 기반 실험실 실험으로 이론을 테스트하는 것은 실현 가능하지 않은 것으로 보인다. 우리 태양계 내의 라그랑주 점에서 수행되는 우주선 기반 실험은 비용이 많이 들고 도전적이다.
그럼에도 불구하고 현재 형태의 엔트로피적 중력은 공식적인 근거에서 심각한 도전을 받았다. 매트 비서Matt Visser는 일반적인 뉴턴의 경우(즉, 임의의 퍼텐셜 및 무제한의 이산 질량에 대한)에서 보존력을 모델링하려는 시도가 필요한 엔트로피에 대한 비물리적 요구 사항을 초래하고 서로 다른 부자연스러운 수의 온도 욕조를 포함한다는 것을 보여주었다. 온도. 비서는 다음과 같이 결론을 내리기를:
엔트로피적 힘의 물리적 현실에 관한 합리적 의심은 없으며, 고전적(및 반고전적) 일반 상대성이론이 열역학과 밀접하게 관련되어 있다는 합리적인 의심도 없다[52–55]. 야콥슨 [1–6], 타누 파드마나반 [7–12] 등의 작업을 기반으로 완전히 상대론적 아인슈타인 방정식의 열역학적 해석이 가능할 수 있다고 의심하는 타당한 이유도 있다. 베를린데의 특정 제안[26]이 근본적인 것에 가까운지 여부는 아직 확인되지 않았다 - 벨를린데와 같은 설정에서 n-체  뉴턴 중력을 정확하게 재현하는 데 필요한 다소 바로크적 구조는 확실히 한 번의 중단을 준다.
엔트로피적 중력 관점에서 아인슈타인 방정식을 도출하기 위해서, 타워 왕Tower Wang은 에너지-운동량 보존과 우주론적 균질성 및 등방성 요구 사항을 포함하는 것이 엔트로피적 중력의 광범위한 잠재적 수정을 심각하게 제한한다는 것을 보여준다. 이들 중 일부는 아인슈타인 방정식의 엔트로피적 모델의 단일 사례를 넘어 엔트로피적 중력을 일반화하는 데 사용되었다. 왕은 다음과 같이 주장하기를:
우리의 결과에서 알 수 있듯이, 형태 (2)의 수정된 엔트로피적 중력 모델은, 죽지 않았다면, 에너지-운동량 보존을 보장하고 균질한 등방성 우주를 수용하기 위해 매우 좁은 공간에 있어야 한다.
이용 가능한 기술을 사용한 우주론적 관측은 이론을 테스트하는 데 사용될 수 있다. 니우웬히젠Nieuwenhuizen은 은하단 에이벨 1689에 의한 렌즈 효과에 기초하여 추가 (암흑)물질과 같은 전자 중성미자가 추가되지 않는 한 엔트로피적 중력이 강력하게 배제된다고 결론지었다. 33,000개 이상의 은하 중심에서 먼 거리에 있는 중력장의 렌즈 효과를 통계적으로 관찰한 라이덴 천문대(Leiden Observatory)의 한 팀은 이러한 중력장이 베를린데의 이론과 일치한다는 것을 발견했다. 기존의 중력 이론을 사용하면 이러한 관측(및 측정된 은하 회전 곡선)이 암시하는 필드는 암흑물질의 특정 분포에만 기인할 수 있다. 2017년 6월 프린스턴 대학 연구원 크리스 파도Kris Pardo의 연구는 베를린데의 이론이 관측된 왜소은하의 회전 속도와 일치하지 않는다고 주장했다. 기하학적 고려에 기초한 엔트로피의 또 다른 이론(정량 기하학적 열역학, QGT)은 홀로그래피 원리에 대한 엔트로피적 기반을 제공하고 나선 은하 중심에서 발견되는 중심 초대질량 블랙홀의 엔트로피적 영향으로 인해 은하 회전 곡선에 대한 또 다른 설명을 제공한다.
사빈 호센펠더Sabine Hossenfelder는 "이 연구들[암흑물질 중력 연구와 엔트로피적 중력을 비교하는]을 조심스럽게 해석해야 한다." 왜냐하면 "근삿값이 [시험 대상인 엔트로피적 중력] 방정식(들)에 도달하기 위해서는 반드시 이루어져야 한다." 그리고 근삿값 자체가 정확한지는 아직 명확하지 않기 때문이다.
2018년에 지웨이 왕Zhi-Wei Wang과 새뮤얼 L. 브라운스타인Samuel L. Braunstein은 블랙홀 근처의 시공간 표면(확장된 지평선이라고 함)이 열역학 제1법칙의 아날로그를 따르는 반면 홀로그래피 화면을 포함한 일반적인 시공간 표면은 일반적으로 그렇지 않으므로 창발적 중력 프로그램의 주요 열역학적 가정을 훼손한다는 것을 보여 주었다.
1964년 수학과 물리학의 관계에 관한 강의에서 리처드 파인만은 중력이 불특정한 미세적 자유도로 인한 엔트로피적 힘으로 설명되는 관련 중력 이론을 설명한다. 그러나 그는 즉시 요동-산일 정리(Fluctuation-dissipation theorem)가 관찰과 모순되는 행성의 움직임을 늦추는 마찰로 이어질 것이기 때문에 결과 이론이 정확할 수 없다고 즉시 지적한다.

### 엔트로피적 중력과 양자 결맞음
엔트로피적 중력에 대한 또 다른 비판은 비평가들이 주장하는 것처럼 엔트로피적 과정이 양자 결맞음을 깨뜨려야 한다는 것이다. 그러나 이러한 양자 결어긋남 효과의 강도를 정량적으로 설명하는 이론적 틀은 없다. 지구 중력 우물의 중력장의 온도는 매우 작다 (10-19K 차수로).
지구의 중력장에서 초저온 중성자를 사용한 실험은 중성자가 결맞음 요인이 없는 보수적인 퍼텐셜 장으로 중력을 고려한 슈뢰딩거 방정식에 의해 예측된 것과 정확히 이산 수준에 놓여 있음을 보여준다고 주장한다. 아르킬 코바크히제Archil Kobakhidze는 이 결과가 엔트로피적 중력이 틀렸다고 주장하는 반면에, 차이치안Chaichian 등 지구에 묶인 실험에 영향을 미치는 것과 같은 약한 중력장에 대한 논쟁에서의 잠재적인 허점을 제시한다.

## 같이 보기
- 아브라함-로렌츠 힘(Abraham–Lorentz force) – 전자기 복사를 방출하는 입자에 의해 가속되는 하전 입자에 대한 반동력
- 블랙홀을 넘어서(Beyond black holes) – 연구 영역
- 블랙홀 전자(Black hole electron) – 물리학의 가상적 개념
- 엔트로피적 힘(Entropic force) – 기본 상호작용 대신에 열역학에서 발생하는 물리적 힘
- 호킹 복사 – 블랙홀의 사건 지평선 밖에서 방출되는 열복사
- 양자 중력 연구자 목록(List of quantum gravity researchers)
- 이상적인 사슬의 엔트로피적 탄성(Entropic elasticity of an ideal chain) – 중합체를 설명하기 위한 분자 모델
- 중력 – 질량과 에너지의 인력
- 유도된 중력(Induced gravity) – 시공간 곡률과 역학이 기본 미세 자유도의 평균 필드 근사치로 나타나는 모델

## 노트
1. ↑  "창발적 중력은 샘플에서 가장 작은 은하의 회전 속도를 성공적으로 예측한다. 그러나 더 무거운 은하, 특히 가스 구름으로 가득 찬 은하에 대해 너무 낮은 속도를 예측한다. 지금까지 이론의 주요 성공은 큰 은하의 회전 곡선을 예측한 것이므로 이러한 불일치는 창발적 중력에 심각한 문제를 일으킬 수 있다."

## 추가 읽기
- It from bit – Entropic gravity for pedestrians, J. Koelman
- Gravity: the inside story, T Padmanabhan
- Experiments Show Gravity Is Not an Emergent Phenomenon